# 美国女性主义

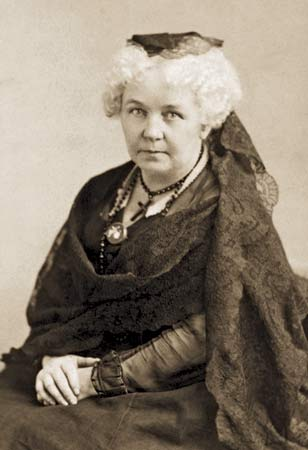
19世紀美國女性權利領袖伊麗莎白·凱迪·斯坦頓

美国女性主义或美国女權主义是美国境內支持妇女權益以及主張捍卫婦女平等政治、经济、文化和社会权利的社會运动以及意识形态的集合。美国的女权主义通常按时间顺序可分为第一波女性主義、第二波女權主義運動、第三波女性主義和第四波女性主義。
根据世界经济论坛出台的2017年国家全球性別差距報告，美国在性别平等方面排名第49位。